# Ендру Фаулер
Ендру Фаулер (енгл. Andrew Fowler; Џорџтаун, 9. децембар 1995) гвајански је пливач чија ужа специјалност су спринтерске трке слободним стилом. 

## Спортска каријера
Фаулер је дебитовао на светским првенствима у Дохи 2014, на светском првенству у малим базенима, где није остварио неки запаженији резултат. Пливао је и на светским првенствима у великим базенима у Казању 2015 (82. на 50 слободно и 76. место на 50 делфин) и Квангџуу 2019 (97. место на 50 слободно и 93. место на 100 слободно). Такође је учествовао и на Светском првенству у малим базенима у Виндзору 2016. године. 
Био је једини мушки члан пливачке репрезентације Гвајане на Играма комонвелта у Гоулд Коусту 2018. године. 